# Vestamager
Vestamager is een bovengronds station van de metro van Kopenhagen in de Deense hoofdstad Kopenhagen dat werd geopend op 19 oktober 2002.

## Geschiedenis
Na meerdere plannen voor uitbreiding van de stad op Amager kwam in 1989 een werkgroep met een uitgewerkt voorstel voor nieuwe woonwijken en bedrijfsterreinen, de Ørestad, aan de westzijde van Amager. In 1992 werd de Ørestadwet aangenomen waarin de Ørestadsselskabet werd belast met de uitvoering van het bouwproject op Amager en de aanleg van een OV-verbinding tussen de stad en de nieuwe wijken. Voor de OV-verbinding werd gekeken naar een tram, een sneltram en een mini-metro en na onderzoek viel de keuze van het bestuur van de Ørestadsselskabet in 1994 op een metro. Deze zogeheten Ørestadsbanen zou op Amager noord-zuid lopen over de westzijde van het eiland.  Het ontwerp van het metronet werd in 1995 gemaakt en in 1996 goedgekeurd. In het metroplan werd de lijn door het westen van Amager  aangeduid als metrolijn M1. Het metrodepot met werkplaats werd, net als het station, gebouwd in het uiterste zuiden van Ørestad.  Op 19 oktober 2002 opende Koningin Margrethe het eerste deel van de metro, waaronder Vestamager. 

## Ligging en inrichting
Het station bevindt zich op een viaduct parallel aan de Ørestads Boulevard, de belangrijkste ontsluitingsweg van de wijk Ørestad. Het perron van het zuidelijkste station van het hele metronet is via trappen en liften verbonden met het straatniveau onder het viaduct.
De metrolijn loopt ten zuiden van het station met een scherpe boog door naar de werkplaats van de metro van Kopenhagen die zich ten noordoosten van het station parallel aan de metrobaan bevindt. Het station ligt ook vlak bij het natuurgebied Kalvebod Faelled.
In de omgeving van dit station werd in 2010 het woningbouwproject 8-Tallet (ook wel bekend als 8 House of Big House) voltooid, een gemengd appartementen- en kantorencomplex (61.000 m²) met een plattegrond in de vorm van het cijfer acht, ontworpen door het Deense architectenbureau BIG van architect Bjarke Ingels.
Vanløse  · Flintholm  · Lindevang · Fasanvej · Frederiksberg · Forum · Nørreport   · Kongens Nytorv · Christianshavn · Islands Brygge · DR Byen · Sundby · Bella Center · Ørestad  · Vestamager